# Kitty Space
Kiara, plus connue sous le nom Kitty Space, est une drag queen française célèbre notamment pour sa participation à la saison 2 de Drag Race France et comme membre du collectif Rice Queers.

## Biographie
Vietnamienne adoptée en France à 15 mois par des parents blancs, elle vit difficilement son enfance à Lyon où elle ne peut se construire sans référence qui lui ressemble,,. Dès l'âge de 7 ans, elle souhaite être genrée au féminin et entamer une transition. Sa mère, psychologue, l'aide à trouver un suivi sans pour autant lui permettre de vivre en fille trans, et ses parents se focalisent avant tout sur sa réussite scolaire. Sa famille déménage en Chine pour le travail de son père ; elle y est traumatisée par l'homophobie non seulement de son environnement, mais aussi de la réaction de son père lorsqu'elle lui fait son coming-out gay. Par la suite, les relations familiales deviennent plus simple et son père devient un soutien des luttes LGBTQ+. En particulier, la diffusion de la saison 2 de Drag Race France donne à celui-ci l'occasion de complimenter les tenues de sa fille.
Lorsqu'elle peut entrer dans une école de mode, elle vit un temps en euphorie de genre, étant genrée au féminin et se rendant en cours en tenue féminine. Après plusieurs années à faire du drag, elle pense un temps qu'elle est une personne non-binaire et renonce à transitionner, pour finalement faire son coming-out de femme trans en 2024 sous le prénom Kiara,.
En 2023, alors que la saison 2 de Drag Race est en cours de diffusion, elle subit une agression physique homophobe.

## Drag
Elle découvre le drag lors de ses études à Paris, par l'intermédiaire d'un autre étudiant qui s'adonne à cet art. Elle commence par tester le travestissent à des soirées d'Halloween, se déguisant en Lady Gaga, avant d'utiliser le confinement pour améliorer ses compétences en maquillage.
Elle choisit son nom, Kitty Space, pour relier son côté mignon à ses aspects plus loufoques. Outre l'humour et le soin sur ses tenues, Kitty Space utilise le drag pour faire passer des messages de tolérance et de lutte contre le racisme, en particulier anti-asiatique.
Elle postule à la saison 1 de Drag Race France où elle n'est pas retenue avant de participer à la saison 2, où elle est la première queen asiatique de la franchise. Lors de sa participation à la saison 2 , elle est éliminée lors d'un challenge d'acting ; plus tard, elle révèle avoir voulu se moquer du cliché des vendeuses asiatiques qui ne proposeraient que des produits de mauvaise qualité, mais s'être retenue de le faire par peur que l'intention d'autodérision et de distance critique ne passe pas à l'écran,.
Le drag de Kitty Space s'inspire de Lady Gaga, des queens asiatiques de Ru Paul's Drag Race telles que Jujubee (en) ou Plastique Tiara (en) ainsi que du personnage de Cruella d'Enfer.
Avec d'autres drag queens asiatiques en France, Aaliyah Xpress, Calypso Overkill, Chinack La Fey, Lily Pinz, Madame Wasabi, Rue St. Dénis et Egon Centrik, elle forme le collectif drag Rice Queens à la suite du constat du faible nombre de contrats proposés aux reines asiatiques par rapport à leurs collègues blanches.
Elle participe en 2025 à Drag Race Philippines : Slaysian Royale (en).